# Tylarium
Das Tylarium bietet die Möglichkeit, sowohl eine klassische finnische Sauna als auch ein Dampfbad in ein und demselben Raum zu nutzen. Die Temperatur und die Luftfeuchtigkeit können in einem Tylarium individuell über einen Saunaofen und einen Dampfgenerator angepasst werden. Je nach Belieben kann so entweder eine niedrige Luftfeuchtigkeit mit hoher Temperatur wie in einer finnischen Sauna oder eine hohe Luftfeuchtigkeit mit niedrigerer Temperatur wie in einem Dampfbad erzeugt werden. Typisch ist eine maximale Luftfeuchtigkeit von 65 % realisierbar. Häufig werden auch weitere Komponenten, die einer Farblichtsauna ähneln, hinzugefügt. Aufgrund der großen Variabilität bei Temperatur und Luftfeuchtigkeit besteht eine große Ähnlichkeit zum Biodampfbad.  
In einem Tylarium wird eine Holzverkleidung verwendet. Da das Tylarium auch als Dampfbad genutzt werden kann, ist eine besondere Pflege des Holzes notwendig.